# Dan Sylvebo
Dan Bertil Sylvebo, ursprungligen Samuelsson, född 20 augusti 1977 i Västerås Lundby församling i Västmanlands län, är en svensk jurist, journalist och före detta politiker.
Dan Sylvebo växte upp i Västerås och har studerat vid Uppsala universitet där han avlagt juris kandidat-examen. Han har tjänstgjort vid Jönköpings tingsrätt, Linklaters advokatbyrå, Awa Patent AB och Amber Advokatbyrå. Efter tiden som advokat var han politisk redaktör för Jönköpings-Posten 2010–2017. Samma år blev han regionchef för Svenskt Näringsliv i Jönköpings län.
Han nominerades den 10 december 2018 till regionråd i Region Jönköpings län för Moderaterna var sen regionråd i opposition mellan 1 januari 2019 och 31 december 2022. Efter att fått negativ uppmärksamhet under en längre tid valde Sylvebo att lämna Moderaterna i mars 2021 och valde därefter att sitta kvar som politiskt obunden resterande av mandatperioden.